# Helictotrichon talaverae
Helictotrichon talaverae är en gräsart som först beskrevs av Romero Zarco, och fick sitt nu gällande namn av Martin Röser. Helictotrichon talaverae ingår i släktet Helictotrichon och familjen gräs. Inga underarter finns listade i Catalogue of Life.